# 11593 Uchikawa
11593 Uchikawa este un asteroid din centura principală de asteroizi.

## Descriere
11593 Uchikawa este un asteroid din centura principală de asteroizi. A fost descoperit pe 20 aprilie 1995 la Kitami de Kin Endate și Kazuro Watanabe. Asteroidul prezintă o orbită caracterizată de o semiaxă mare de 2,22 ua, o excentricitate de 0,09 și o înclinație de 2,6° în raport cu ecliptica.